# Budiasih
Budiasih is een bestuurslaag in het regentschap Ciamis van de provincie West-Java, Indonesië. Budiasih telt 4077 inwoners (volkstelling 2010).